# Мюррей, Джонни
Джонни Мюррей (англ. Johnny Murray; 25 февраля 1898, Дублин, Ирландия — 12 ноября 1954) — ирландский футболист, вингер.

## Карьера
Мюррей был опытным вингером. Выступал за ирландские клубы «Ормо», «Блю Крусейдерс», «Богемиан» и «Драмкондра». В составе «цыган» и «барабанов» выиграл первые в истории клубов трофеи — чемпионство сезона 1923/24 и Кубок Ирландии 1927 года соответственно.
Выступал за национальную сборную, в составе которой играл на VIII Летних Олимпийских играх в Париже.

## Достижения

### Клубные

#### «Богемиан»
- Чемпион Ирландии: 1923/24
- Обладатель Трофея Ирландской лиги: 1923/24

#### «Драмкондра»
- Обладатель Кубка Ирландии: 1927

### В сборной
- Олимпиада 1924 года: 1/4 финала